# Barathronus parfaiti
Barathronus parfaiti är en fiskart som först beskrevs av Vaillant, 1888.  Barathronus parfaiti ingår i släktet Barathronus och familjen Aphyonidae. Inga underarter finns listade.

## Bildgalleri

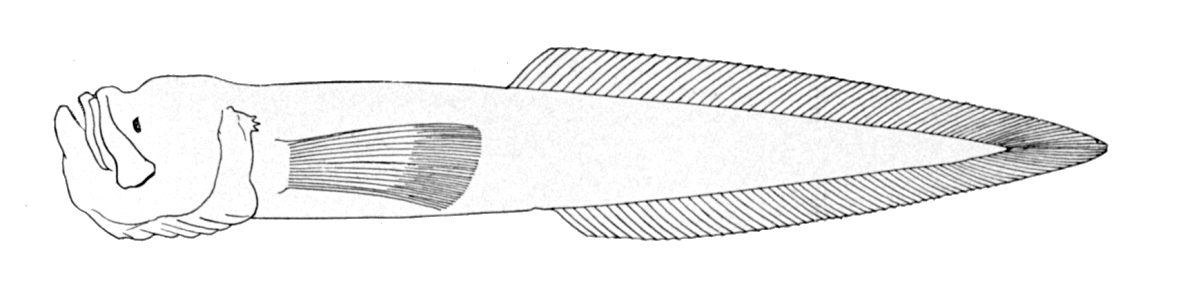